# Alysicarpus quartinianus
Alysicarpus quartinianus är en ärtväxtart som beskrevs av Achille Richard. Alysicarpus quartinianus ingår i släktet Alysicarpus och familjen ärtväxter. Inga underarter finns listade i Catalogue of Life.